# Улица Суворова (Красное Село)
Улица Суво́рова — улица в Красносельском районе Санкт-Петербурга. Располагается в  Красном Селе, проходит от Нагорной улицы до улицы Лермонтова.

## История
Название улицы напоминает о том, что в Красном Селе летом 1765 года в первых красносельских манёврах принимал участие Суздальский пехотный полк под командованием А. В. Суворова.

## Достопримечательности
- Троицкая церковь с Верхним садом — улица Суворова служит северо-восточной границей сада.